# Bobby Helms
Robert Lee "Bobby" Helms (15 de agosto de 1933-19 de junio de 1997) fue un cantante y compositor estadounidense de country que en diciembre de 1957 tuvo dos singles de éxito en el Top 10 (US Pop), My Special Angel y Jingle Bell Rock, canción, esta última, por la que fue conocido por el resto de su vida. 
Está nominado en el Salón de la Fama del Rockabilly y ha sido interpretado por Brad Hawkins en la película de 2007 Crazy.

## Biografía
Nació como Robert Lee Helms en Bloomington, Indiana, hijo de Fred R. Helms y Hildreth "Helen" Adams Helms. Desde muy joven demostró su talento para la música y, a mediados de los años 40, él y su hermano mayor, Freddy, cantaban como dúo con el nombre de Smiling Boys en la emisora de radio local WTTS. Su padre fundó un espectáculo de fin de semana, "The Monroe County Jamboree", para dar a conocer a sus hijos, y en 1949 aparecieron en "The Happy Valley Show" en WTTV, Canal 4, en Indianápolis. Al año siguiente se convirtieron en habituales del programa "Hayloft Frolics" de esa emisora. En 1953, se lanzó en solitario y se unió al Bob Hardy Country Show. El espectáculo recorrió la zona triestatal de Indiana, Kentucky y Ohio, donde Helms desarrolló un gran número de seguidores. Se casó con Esther Marie Hendrickson en 1953, tuvo 4 hijos, en 1968 se volvió a casar con Doris Ann Young y tuvo 4 hijos más y se casó por tercera vez con Rita Jane Long el 23 de abril de 1997 hasta su fallecimiento el 19 de junio de ese mismo año.

## Discografía

### Singles
| Año  | Sencillo                                         | Posición   | Posición | Posición | Posición | Álbum                           |         |
| Año  | Sencillo                                         | US Country | US       | US AC    | UK       | Álbum                           |         |
| ---- | ------------------------------------------------ | ---------- | -------- | -------- | -------- | ------------------------------- | ------- |
| 1955 | "Yesterday's Lovin'"                             |            |          |          |          | singles only                    |         |
| 1955 | "Freedom Lovin' Guy"                             |            |          |          |          | singles only                    |         |
| 1956 | "Tennessee Rock and Roll"                        |            |          |          |          | singles only                    |         |
| 1957 | "Fraulein"                                       | 1          | 36       |          |          | singles only                    |         |
| 1957 | "My Special Angel"                               | 1          | 7        |          | 22       | My Special Angel                |         |
| 1957 | "Jingle Bell Rock"                               | 13         | 6        |          |          | single only                     |         |
| 1958 | "Just a Little Lonesome"                         | 10         |          |          |          | My Special Angel                |         |
| 1958 | "Jacqueline"                                     | 5          | 63       |          | 20       | singles only                    |         |
| 1958 | "Borrowed Dreams"                                |            | 60       |          |          | singles only                    |         |
| 1958 | "Jingle Bell Rock"                               |            | 6        |          |          | singles only                    |         |
| 1959 | "The Fool and the Angel"                         |            | 75       |          |          | singles only                    |         |
| 1959 | "New River Train"                                | 26         |          |          |          | singles only                    |         |
| 1959 | "I Guess I'll Miss the Prom"                     |            |          |          |          | singles only                    |         |
| 1959 | "No Other Baby"                                  |            |          |          | 30       | singles only                    |         |
| 1959 | "Hurry Baby"                                     |            |          |          |          | singles only                    |         |
| 1960 | "Someone Was Already There"                      |            |          |          |          | singles only                    |         |
| 1960 | "I Want to Be with You"                          |            |          |          |          | singles only                    |         |
| 1960 | "Lonely River Rhine"                             | 16         |          |          |          | singles only                    |         |
| 1960 | "Jingle Bell Rock" (re-entry)                    |            | 36       |          |          | singles only                    |         |
| 1961 | "Sad Eyed Baby"                                  |            |          |          |          | singles only                    |         |
| 1961 | "How Can You Divide a Little Child"              |            |          |          |          | singles only                    |         |
| 1961 | "Jingle Bell Rock" (re-entry)                    |            | 41       |          |          | singles only                    |         |
| 1962 | "One Deep Love"                                  |            |          |          |          | singles only                    |         |
| 1962 | "Then Came You"                                  |            |          |          |          | singles only                    |         |
| 1962 | "Jingle Bell Rock" (re-entry)                    |            | 56       |          |          | singles only                    |         |
| 1964 | "It's a Girl"                                    |            |          |          |          | singles only                    |         |
| 1967 | "He Thought He'd Die Laughing"                   | 46         |          |          |          | All New Just for You            |         |
| 1968 | "The Day You Stop Loving Me"                     | 60         |          |          |          | All New Just for You            |         |
| 1968 | "I Feel You, I Love You"                         | 53         |          |          |          | single only                     |         |
| 1968 | "Touch My Heart"                                 |            |          |          |          | All New Just for You            |         |
| 1969 | "My Special Angel"                               |            |          |          |          | Before Your Heartaches Begin    |         |
| 1969 | "So Long"                                        | 43         |          |          |          | Before Your Heartaches Begin    |         |
| 1969 | "Echoes and Shadows"                             |            |          |          |          | Before Your Heartaches Begin    |         |
| 1970 | "Mary Goes 'Round"                               | 41         |          |          |          | Greatest Performance            |         |
| 1970 | "Magnificent Sanctuary Band"                     |            |          |          |          | singles only                    |         |
| 1970 | "Just Hold My Hand and Sing"                     |            |          |          |          | singles only                    |         |
| 1971 | "He Gives Us His Love"                           |            |          |          |          | singles only                    |         |
| 1971 | "Hand in Hand with Love"                         |            |          |          |          | singles only                    |         |
| 1972 | "It's the Little Things"                         |            |          |          |          | singles only                    |         |
| 1972 | "It's Starting to Rain Again"                    |            |          |          |          | singles only                    |         |
| 1974 | "That Heart Belongs to Me"                       |            |          |          |          | singles only                    |         |
| 1974 | "Work Things Out with Annie"                     |            |          |          |          | singles only                    |         |
| 1975 | "Baby If I Could Make It Better"                 |            |          |          |          | singles only                    |         |
| 1976 | "Every Man Must Have a Dream"                    |            |          |          |          | singles only                    |         |
| 1976 | "You"                                            |            |          |          |          | singles only                    |         |
| 1977 | "Before My Heartaches Came"                      |            |          |          |          | singles only                    |         |
| 1978 | "I'm Gonna Love the Devil Out of You"            |            |          |          |          | singles only                    |         |
| 1978 | "I'm Not Sorry"                                  |            |          |          |          | singles only                    |         |
| 1979 | "One More Dollar for the Band"                   |            |          |          |          | singles only                    |         |
| 1983 | "Tears Ago"                                      |            |          |          |          | singles only                    |         |
| 1983 | "I'm Drinking It Over (With My Friend Jim Beam)" |            |          |          |          | singles only                    |         |
| 1985 | "I Wish I Could Say I Find"                      |            |          |          |          | singles only                    |         |
| 1986 | "I'm the Man"                                    |            |          |          |          | singles only                    |         |
| 1987 | "Dance with Me"                                  |            |          |          |          | singles only                    | Country |
| 1987 | "Somebody Wrong Is Lookin' Right"                |            |          |          |          |                                 | Country |
| 1996 | "Jingle Bell Rock" (re-release)                  | 60         |          | 18       |          | Jingle All the Way (soundtrack) |         |

## Discografía seleccionada
- Jingle Bell Rock - (1957) - Pilz
- To My Special Angel - (1957) - Decca
- I'm the Man - (1966) - Kapp
- Sorry My Name Isn't Fred - (1966) - Kapp
- All New Just For You - (1968) - Little Darlin'
- Pop-a-Billy - (1983) - MCA